# Aciagrion heterostictum
Aciagrion heterostictum är en trollsländeart. Aciagrion heterostictum ingår i släktet Aciagrion och familjen dammflicksländor.

## Underarter
Arten delas in i följande underarter:
- A. h. heterostictum
- A. h. karamoja